# GLUT-1
GLUT-1, auch Erythrozyten/Hirn-Hexose-Facilitator (Gen: SLC2A1), ist ein Transportprotein in der Zellmembran der β-Zellen des Pankreas, Zellen der Blut-Hirn-Schranke von Säugetieren und vieler andere Gewebetypen, welches den Transport von Glucose, aber auch anderer Pentosen und Hexosen, sowie Vitamin C über die Zellmembran ermöglicht.
Mutationen im SLC2A1-Gen können das GLUT1-Defizit-Syndrom hervorrufen.

## Funktion
GLUT-1 kommt in den meisten Gewebetypen vor, es ermöglicht die Glucoseversorgung unabhängig von Insulin. 
Im zentralen Nervensystem ist es unentbehrlich für die Glucoseaufnahme, ebenso transportiert es Glucose über die Membran von β-Zellen des humanen Pankreas.
Die Transportgleichung lautet:
Solutaußen ⇔ Solutinnen
Es handelt sich also um einen Uniport. Bevorzugte Solute sind D-Glucose, Dehydroascorbinsäure, Quercetin. Über einen parallelen Kanal kann gleichzeitig Wasser diffundieren. Für den Glucosetransport wurde ein rutschender Prozess über mehrere Bindungsstellen hinweg vorgeschlagen. Das Umschalten auf Dehydroascorbat-Transport in Erythrozyten erfolgt mittels des Membranproteins Stomatin und dieser Prozess kommt nur in denjenigen Säugetieren vor, die nicht selbst Ascorbinsäure bilden können.

## Medizinische Bedeutung
In Tiermodellen von Diabetes mellitus ist die Expression von GLUT1 in Herzmuskelgewebe und in Gefäßen der Netzhaut (Retina) vermindert. Patienten mit Diabetes mellitus Typ 2 weisen in Skelettmuskelzellen eine verminderte Expression von GLUT1 und eine verminderte Glucoseaufnahme auf. Im Gegensatz dazu findet man bei Diabetikern in der Mesangiumzelle des Nierenkörperchens eine erhöhte Expression von GLUT1. Dies bewirkt in der Niere eine vermehrte Glucoseaufnahme und eine überschießende Aktivierung glucoseabhängiger Stoffwechselwege. Dies führt letztendlich zu einer erhöhten Bildung von TGF-β. Diese Hochregulation von TGF-β fördert die überschießende Produktion extrazellulärer Matrix, welche als eine mögliche Ursache der diabetischen Nierenschädigung angesehen wird. Zudem fördert TGF-β wiederum die Expression von GLUT1 und unterhält so den Pathomechanismus.
Ein erhöhter Druck in den Kapillaren des Nierenkörperchens oder ein Anstieg von Angiotensin II fördert ebenfalls die Expression von GLUT1 in der Niere. Möglicherweise ist dieser Mechanismus eine Ursache der durch Bluthochdruck oder Fettsucht verursachten Nierenschädigung (Nephrosklerose).
Ein angeborener Defekt des SLC2A1-Gens kann zu GLUT1-Mangel führen (GLUT1-Defizit-Syndrom). Es führt aufgrund einer mangelnden Versorgung des Gehirns mit Glucose als einzigem Brennstoff zu einer deutlichen Verzögerung der körperlichen und geistigen Entwicklung, einer Epilepsie und einem im Wachstum zurückbleibendem Kopfumfang (erworbener Mikrozephalus), in etwa der Hälfte der betroffenen Kinder auch zu einer Gleichgewichtsstörung (Ataxie) und einer verminderten Muskelkraft (muskuläre Hypotonie).
GLUT-1 ist eine Andockstelle für das HTLV. Varianten von GLUT-1 sind assoziiert mit diabetischer Nephropathie bei Diabetes mellitus. GLUT-1 wird in mehreren Krebszelllinien überexprimiert.

## Regulation
Bei der Regulation der Glucoseaufnahme sowie der Expression von GLUT-1 ist offensichtlich GSK-3 involviert, via Modulation durch TSC2 und mTOR.